# Mężec szkieletowy
Mężec szkieletowy (Ephebopus murinus) – gatunek pająka z rodziny ptasznikowatych (Theraphosidae), zamieszkującego północną Amerykę Południową. 

## Areał występowania i tryb życia
Zamieszkuje północną Brazylię, Surinam, Gujanę i Gujanę Francuską. W Gujanie Francuskiej spotykane są dwie odmiany tego ptasznika – jedna zamieszkuje sawanny, a druga lasy deszczowe. Ponadto różnią się wielkością (osobniki z sawann są z reguły mniejsze) i prawdopodobnie ubarwieniem. Istnieją opinie, jakoby pająki z Brazylii miały inny wzór na odnóżach.
Żyje w głębokich norach znajdującymi się między korzeniami drzew, zazwyczaj w gęstych nizinnych lasach. Gniazdo i okolica pokryta jest warstwą pajęczyny.
Aktywny po zmierzchu i w nocy.

## Opis
- długość ciała: 5–6 cm (zależy od geograficznego pochodzenia osobnika)[4]
- rozpiętość odnóży: około 13 cm[4]

Dorosła samica i młode po 4 wylince mają jasnopłowy bądź beżowy karapaks (forma dark ma ciemny karapaks), brązową opistosomę i czarne odnóża. Ponadto na rzepkach i goleniach znajdują się białe lub jasnobeżowe pasy. Patrząc z góry na Ephebopus murinus stojącego na ciemnym podłożu, ma się wrażenie, że widzimy szkielet pająka, stąd nazwa angielska tego gatunku, Skeleton tarantula.
Dorosły samiec ma bulbusy (narządy płciowe) oraz haczyki. Jego ubarwienie jest czarnobrązowe, a na odnóżach ma rude włoski. Też posiada białe ornamenty na odnóżach, ale są mniej wyraźne.
Samice są długowieczne – dożywają maksymalnie 15 lat. Samce żyją znacznie krócej, umierają do roku po ostatniej wylince.
Jest to agresywny i bardzo płochliwy ptasznik. Nawet poruszenie terrarium lub manewry w jego okolicy mogą spłoszyć pająka. Jego jad jest słaby, jednak ukąszenie ze względu na wielkość pająka może być bardzo bolesne.